# Серне (Верхній Рейн)
Серне́ (фр. Cernay) — муніципалітет у Франції, у регіоні Гранд-Ест, департамент Верхній Рейн. Населення — 11 745 осіб (01.01.2021).
Муніципалітет розташований на відстані близько 380 км на схід від Парижа, 100 км на південний захід від Страсбура, 34 км на південний захід від Кольмара.

## Історія
До 2015 року муніципалітет перебував у складі регіону Ельзас. Від 1 січня 2016 року належить до нового об'єднаного регіону Гранд-Ест.

## Демографія
Динаміка населення (Ehess і INSEE ):
Розподіл населення за віком та статтю (2006):
| Стать | Всього | До 15 років | 15-24 | 25-44 | 45-64 | 65-85 | Понад 85 |
| --- | ------ | ----------- | ----- | ----- | ----- | ----- | -------- |
| Чоловіки | 5369   | 1046        | 688   | 1626  | 1272  | 702   | 35       |
| Жінки | 5368   | 1037        | 644   | 1561  | 1258  | 788   | 80       |
| \| Статево-вікова піраміда \| Статево-вікова піраміда \| Статево-вікова піраміда \| \| ----------------------- \| ----------------------- \| ----------------------- \| \| Чоловіки \| Вік \| Жінки \| \| 35 \| 85 + \| 80 \| \| 62 \| 80-84 \| 147 \| \| 164 \| 75-79 \| 186 \| \| 220 \| 70-74 \| 221 \| \| 256 \| 65-69 \| 234 \| \| 279 \| 60-64 \| 250 \| \| 325 \| 55-59 \| 312 \| \| 342 \| 50-54 \| 351 \| \| 326 \| 45-49 \| 345 \| \| 425 \| 40-44 \| 383 \| \| 448 \| 35-39 \| 388 \| \| 438 \| 30-34 \| 417 \| \| 315 \| 25-29 \| 373 \| \| 344 \| 20-24 \| 364 \| \| 344 \| 15-20 \| 280 \| \| 302 \| 10-14 \| 315 \| \| 371 \| 5-9 \| 368 \| \| 373 \| 0-4 \| 354 \| |        |             |       |       |       |       |          |
| Статево-вікова піраміда |        |             |       |       |       |       |          |
| Чоловіки | Вік    | Жінки       |       |       |       |       |          |
| 35 | 85 +   | 80          |       |       |       |       |          |
| 62 | 80-84  | 147         |       |       |       |       |          |
| 164 | 75-79  | 186         |       |       |       |       |          |
| 220 | 70-74  | 221         |       |       |       |       |          |
| 256 | 65-69  | 234         |       |       |       |       |          |
| 279 | 60-64  | 250         |       |       |       |       |          |
| 325 | 55-59  | 312         |       |       |       |       |          |
| 342 | 50-54  | 351         |       |       |       |       |          |
| 326 | 45-49  | 345         |       |       |       |       |          |
| 425 | 40-44  | 383         |       |       |       |       |          |
| 448 | 35-39  | 388         |       |       |       |       |          |
| 438 | 30-34  | 417         |       |       |       |       |          |
| 315 | 25-29  | 373         |       |       |       |       |          |
| 344 | 20-24  | 364         |       |       |       |       |          |
| 344 | 15-20  | 280         |       |       |       |       |          |
| 302 | 10-14  | 315         |       |       |       |       |          |
| 371 | 5-9    | 368         |       |       |       |       |          |
| 373 | 0-4    | 354         |       |       |       |       |          |

## Економіка
2010 року серед 7414 осіб працездатного віку (15—64 років) 5240 були активними, 2174 — неактивними (показник активності 70,7%, у 1999 році було 67,4%). З 5240 активних мешканців працювало 4406 осіб (2371 чоловік та 2035 жінок), безробітними було 834 (410 чоловіків та 424 жінки). Серед 2174 неактивних 546 осіб було учнями чи студентами, 729 — пенсіонерами, 899 були неактивними з інших причин.

У 2010 році в муніципалітеті числилось 4584 оподатковані домогосподарства, у яких проживали 10895,5 особи, медіана доходів виносила 18 153 євро на одного особоспоживача

## Відомі особистості
В поселенні народився:
- Клаудіо Капео (* 1985) — французький співак і акордеоніст.